# ایالات متحده عشق
ایالات متحده عشق (لهستانی: Zjednoczone Stany Miłości و انگلیسی: United States of Love) یک فیلم درام به کارگردانی توماش واشیلفسکیاست که در سال ۲۰۱۶ میلادی منتشر شد.
این فیلم برای رقابت اصلی بر سر کسب خرس طلایی در شصت و ششمین جشنواره بین‌المللی فیلم برلین انتخاب، و در نهایت واشیلفسکی، جایزهٔ خرس نقره‌ای برای بهترین فیلم‌نامه، از این جشنواره را از آن خود کرد.